# Gabriola bakeri
Gabriola bakeri là một loài bướm đêm trong họ Geometridae.